# کیک میسربل

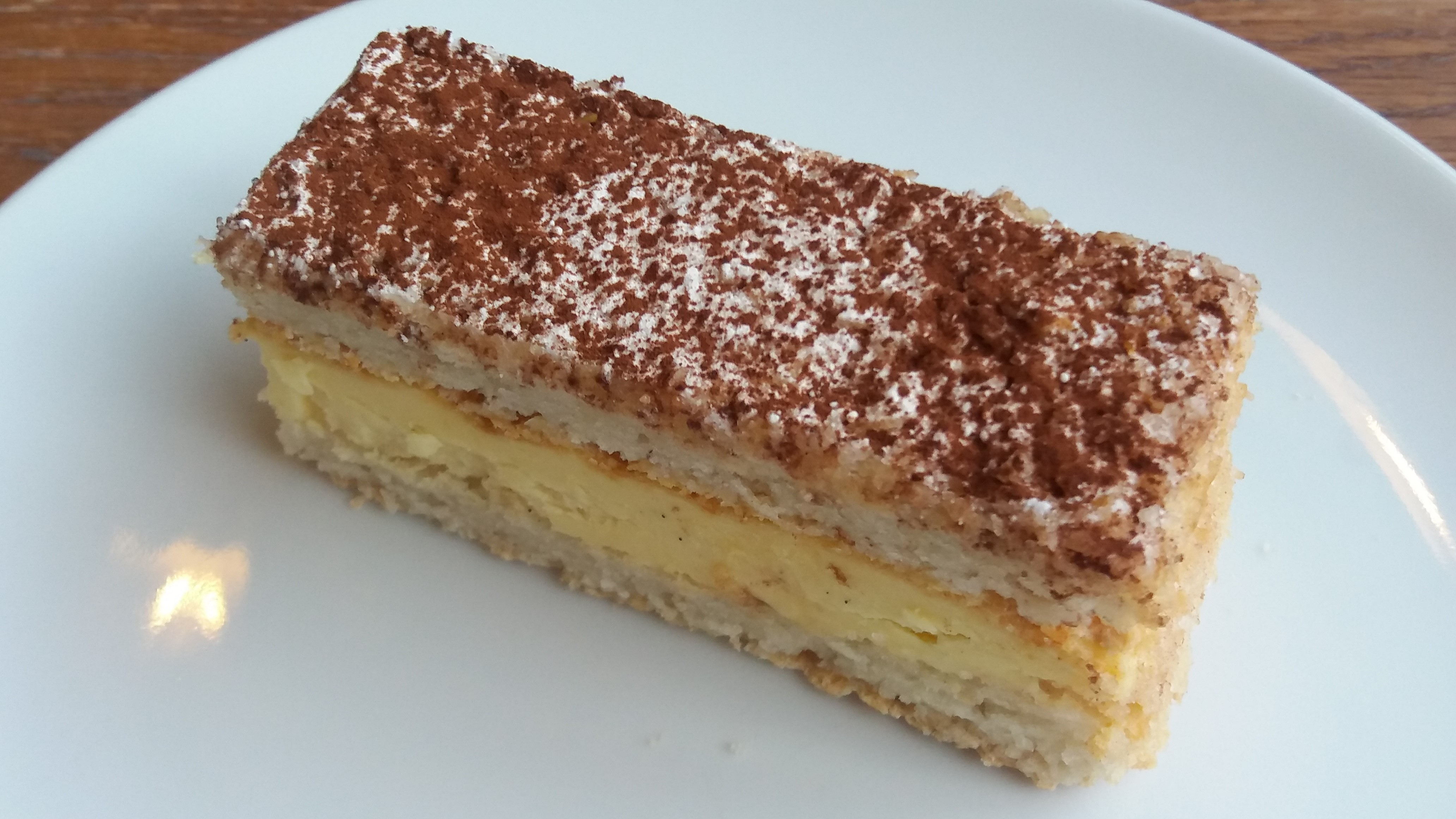
کیک میسربل

کیک میسربل (فرانسوی: Misérable‎) یک نوع کیک اسفنجی تهیه شده در بلژیک است.